# Bronis Ropė
Bronis Ropė, né le 14 avril 1955 à Ignalina, est un homme politique lituanien, membre de la l'Union lituanienne agraire et des verts (LVLS).

## Biographie
Lors des élections européennes de 2014, il a été élu au Parlement européen, où il siège au sein du groupe des Verts/Alliance libre européenne.